# Re:MIKUS
〈Re:MIKUS〉(리 믹스)는 일본의 음악 그룹 라이브튠이 “livetune feat.하츠네 미쿠”라는 명의로 2009년 3월 25일에 발매한 리믹스 앨범을 말한다.
"기적의 연쇄…표현을 가속해 미지의 세계로."라는 부제를 달고 있다.